# Partenza 出發
「partenza 出發」是日本的女子偶像組合Buono!的第1枚迷你專輯。於2011年8月10日發行。唱片公司為zetima。

## 概要
- 「partenza」是Buono!的第一張迷你專輯。與上一張精選輯「The Best Buono!」相距約1年。
- 「partenza」在義大利語中是出發的意思。
- 收錄第11張單曲「雜草之歌」和第12張單曲「因爲是夏天！」，以及「雜草之歌」的B面曲「JUICY HE@RT」，一共3首曲目。
- 於公信榜專輯週排行榜中取得第21位。

## 收錄內容

### CD
1. partenza～Let's Go!!!～（partenza～レッツゴー!!!～）
（作詞・作曲：NaNa★MUSiC　編曲：Sunny Boy）
2. 雜草之歌（雑草のうた）
（作詞：岩里祐穂　作曲・編曲：井上慎二郎）
11th單曲
3. Frankincense Ψ（フランキンセンスΨ）
（作詞・作曲・編曲：BOUNCEBACK）
夏燒雅主唱
4. My alright sky 
（作詞・作曲：林よしみ　編曲：安岡洋一郎　歌：鈴木愛理）
鈴木愛理主唱
5. 因爲是夏天！ （夏ダカラ！）
（作詞：三浦徳子　作曲：今井千尋　編曲：石崎光）
12th單曲
6. Kia Ora・Gracias・謝謝（キアオラ・グラシャス・ありがと）
（作詞・作曲： 編曲：）
嗣永桃子主唱
7. JUICY HE@RT
（作詞：おのりく　作曲：HA　編曲：土肥真生）
11th單曲
8. 1/3純情的感情（1/3の純情な感情）
（作詞・作曲：SIAM SHADE　編曲：土肥真生）